# Lôi Phong
Lôi Phong (tiếng Trung: 雷鋒; 18 tháng 12 năm 1940 – 15 tháng 8 năm 1962) là một chiến sĩ của quân Giải phóng Nhân dân Trung Quốc. Sau khi qua đời, Lôi Phong đã được hình tượng hóa thành một nhân vật vị tha và khiêm tốn, một người hết lòng với Đảng Cộng sản Trung Quốc, Chủ tịch nước Mao Trạch Đông và nhân dân Trung Quốc. Năm 1963, anh trở thành đề tài cho cuộc vận động mang tính tuyên truyền diễn ra trên toàn quốc có tên là "noi theo tấm gương đồng chí Lôi Phong (向雷锋同志学习). Lôi Phong được miêu tả như một công dân kiểu mẫu và quần chúng nhân dân được cổ vũ học theo lòng vị tha, khiêm tốn, và hết đời hiến dâng của Lôi Phong. Sau khi Mao Trạch Đông qua đời, Lôi Phong vẫn là một biểu tượng văn hóa. Tên của anh đã đi vào lời ăn tiếng nói hằng ngày và hình ảnh của anh xuất hiện trên áo phông và quà lưu niệm.

## Giai thoại[2]

### Hoàn cảnh
Lôi Phong người tỉnh Hồ Nam (Trung Quốc). Cha là đội viên du kích, bị giặc Nhật chôn sống. Mẹ đi ở, bị địa chủ hãm hiếp, tức giận tự tử. Anh cả 12 tuổi, học nghề, bị máy kẹp gãy tay, vì không tiền chữa thuốc mà chết. Em trai chết đói. Phong mới 7 tuổi, chơ vơ một mình, đi ở chăn lợn cho địa chủ. Một hôm, chó tranh ăn mất cơm, Phong đánh chó. Địa chủ tức giận phang 3 lát dao vào tay Phong. Phong chạy trốn lên núi, đói thì ăn củ rừng, tối thì ngủ hang đá, sống lủi thủi như Bạch mao nữ.
Cuối năm 1949, Hồ Nam được giải phóng. Đồng chí Bành (chủ tịch xã) vào rừng lấy củi, gặp một chú bé mặt mũi hốc hác, ghẻ lở đầy mình, đó là Lôi Phong. Đồng chí Bành mang Phong về và đưa vào nhà thương. Ít lâu sau, Phong đã khỏe thì được đi học.

### Tham gia cách mạng
Hồi đó Phong 10 tuổi, Hồ Nam đang cải cách ruộng đất. Phong vào Đội Thiếu niên Tiên phong Trung Quốc, cùng các bạn nhỏ vào giáo canh giờ, và cùng các cô bác đấu với địa chủ. Phong rất siêng làm và chăm học. Chỉ trong sáu năm đã hết lớp 9, và được vào Đoàn Thanh niên cộng sản.
Đảng kêu gọi thanh niên đi mở mang nông trường, Phong tình nguyện đi ngay. Vài năm sau, Phong đổi sang làm ở khu gang thép Yên Sơn. Năm 1960, Phong vào Giải phóng quân và được vinh dự vào Đảng Cộng sản.

### Tấm gương tốt
Lôi Phong ghi trong quyển nhật ký "… tôi phải noi gương các liệt sĩ cách mạng… phải thành một người hết lòng yêu Tổ quốc, yêu đồng bào, suốt đời trung thành với Đảng, với sự nghiệp cách mạng của nhân dân". Phong đã làm đúng như vậy là do sự giáo dục của Đảng.
Ở nông trường, ở xí nghiệp, ở bộ đội, việc gì khó khăn đồng chí đều xung phong làm. Đồng chí luôn luôn giúp đỡ người khác một cách tận tình và kín đáo.
Đối với của công, đồng chí hết sức tiết kiệm, một thí dụ: Bộ đội mỗi năm phát hai bộ áo mùa hè, đồng chí chỉ lĩnh một bộ, đồ đạc dùng của anh em đã phải xin đổi, nhưng của Phong vẫn giữ được tinh tươm.
Tính tình đồng chí Phong vui vẻ và rất khiêm tốn. Đối với việc học tập, đồng chí luôn luôn tìm sâu, nghĩ kỹ. Bản nhật ký học chính trị của Phong đã có hơn 20 vạn chữ. Ngoài công việc của một đội trưởng, đồng chí Phong còn xung phong kiêm và làm tốt nhiệm vụ: ủy viên câu lạc bộ, giáo viên dạy văn hóa, trưởng tổ học kỹ thuật, cốt cán đội văn công, phụ trách đội nhi đồng, đại biểu thành Phủ Thuận.

### Tôn vinh
Trong 7 năm, đồng chí Phong đã được bầu:
- 3 lần là lao động tiên tiến,
- 5 lần là ngọn cờ đỏ,
- 5 lần là chiến sĩ 5 tốt,
- 18 lần là lao động giỏi và tiết kiệm giỏi, đồng thời là đoàn viên gương mẫu.

Ngày 15-8-1962, Lôi Phong, 22 tuổi, đã anh dũng hy sinh trong lúc làm nhiệm vụ. Giải phóng Quân đã đặt tên một đội là đội Lôi Phong (người chiến sĩ vĩ đại). Đảng Cộng sản Trung Quốc đã nêu sự tích của đồng chí Lôi Phong để giáo dục mọi người.
Tuy tuổi đời còn trẻ trung, nhưng Lôi Phong được đánh giá là một người có đạo đức cách mạng đã già dặn, một người cộng sản chân chính, một gương sáng để noi theo.

## Tranh cãi
Dù rằng có thể từng tồn tại người lính tên là Lôi Phong trên thực tế, thì những giai thoại về cuộc đời anh mà hệ thống tuyên truyền của đảng Cộng sản dựng lên đã gây ra nhiều tranh cãi mạnh mẽ, khiến anh trở thành một đề tài cho nhiều người Trung Quốc chê cười và nhạo báng. Ngày nay, chính quyền Trung Quốc từng nhiều lần sử dụng hình ảnh của Lôi Phong trong các chiến dịch giáo dục đạo đức nhưng không mang lại hiệu quả cao. Tuy nhiên có một sự thật rằng hình ảnh của Lôi Phong trong vai trò một quân nhân mẫu mực đã tồn tại qua nhiều thập kỷ với những thay đổi về mặt chính trị ở Trung Quốc.